# Saison 2013 des Marlins de Miami
La saison 2013 des Marlins de Miami est la 21e saison en Ligue majeure de baseball pour cette franchise.
Avec 62 victoires et 100 défaites, les Marlins sont la pire équipe de la Ligue nationale en 2013 et remettent le deuxième plus mauvais dossier des majeures après les Astros de Houston de la Ligue américaine. Miami perd 7 matchs de plus que la saison précédente pour la 2e pire fiche de l'histoire de la franchise après les 108 revers encaissés en 1998. Ils prennent le dernier rang de la division Est de la Ligue nationale pour une 3e saison consécutive et prolongent à 4 leur série de saisons perdantes. En revanche, le jeune lanceur droitier José Fernández des Marlins est élu recrue de l'année 2013 dans la Ligue nationale.

## Contexte
La saison 2012 devait en être une de renouveau pour les Marlins : pour sa 20e saison, l'équipe inaugure un nouveau stade, dévoile de nouvelles couleurs, un nouveau logo, de nouveaux uniformes et se lance dans des investissements sans précédent pour la franchise en engageant de coûteux et populaires agents libres. Un nouveau gérant, le controversé Ozzie Guillén, fait aussi son apparition. Enfin, l'équipe est rebaptisée Marlins de Miami (Miami Marlins), renonçant à l'ancien nom sous laquelle elle était connue (Florida Marlins). Mais tandis que Guillén se met à dos la communauté cubaine du sud de la Floride dès la première semaine du calendrier régulier, le club dégringole rapidement au classement. Les Marlins terminent 5e et derniers dans la division Est de la Ligue nationale avec seulement 69 victoires et 93 défaites, pour une 3e saison perdante consécutive. Les recettes sont aussi peu convaincantes alors que 27 401 spectateurs en moyenne sont présents aux matchs locaux, un résultat, décevant et inhabituel pour une franchise qui inaugure un stade neuf, qui les placent seulement 13e sur 16 clubs dans la Nationale. Les échanges qui en cours d'année chassent de Miami le joueur étoile Hanley Ramírez et le lanceur partant Aníbal Sánchez, puis le congédiement du manager Guillén peu après la fin de la saison ne sont que la pointe de l'iceberg pour les partisans du club...

## Intersaison
Ozzie Guillén est congédié le 23 octobre 2012 et son remplaçant, l'ancien joueur des Marlins Mike Redmond est présenté le 1er novembre. C'est la première fois qu'il est gérant dans le baseball majeur.
En novembre, les Marlins soulèvent l'ire de leurs partisans et causent une onde de choc dans le baseball majeur,, lorsque le club de Jeffrey Loria procède à une énième vente de feu. Deux agents libres engagés à fort prix moins d'un an plus tôt, l'arrêt-court vedette José Reyes et le lanceur gaucher Mark Buerhle sont transférés aux Blue Jays de Toronto avec le lanceur droitier Josh Johnson, le joueur d'utilité Emilio Bonifacio et le receveur John Buck. La transaction, sur laquelle le commissaire du baseball enquête brièvement, est officielle le 19 novembre 2012. Contre tous ces joueurs, les Marlins reçoivent des joueurs marginaux et des athlètes de ligues mineures : l'arrêt-court Yunel Escobar, le voltigeur Jake Marisnick, le joueur d'avant-champ Adeiny Hechavarria, le receveur Jeff Mathis, les lanceurs droitiers Henderson Alvarez et Anthony DeSclafani et le lanceur gaucher Justin Nicolino. Escobar est deux semaines plus tard refilé aux Rays de Tampa Bay pour le joueur de deuxième but des ligues mineures Derek Dietrich. Ceci fait suite au départ d'un autre agent libre d'importance engagé avant 2012, le releveur Heath Bell, cédé aux Diamondbacks de l'Arizona.
Le 19 novembre 2012, le voltigeur Juan Pierre, qui a joué pour les Marlins de 2003 à 2005, signe un contrat d'un an avec Miami après une année passée chez les Phillies de Philadelphie. Un autre joueur des Phillies, le joueur de troisième but Plácido Polanco, passe aux Marlins lorsque l'agent libre accepte le 20 décembre un contrat d'une saison.
Le 25 janvier 2013, le lanceur de relève droitier Chad Qualls accepte un contrat des ligues mineures. Le 6 février, les Marlins engagent pour un an le lanceur de relève droitier Jon Rauch.
Le joueur de troisième but Chone Figgins, qui vient de connaître trois décevantes saisons chez les Mariners de Seattle, est engagé sur un contrat des ligues mineures le 8 février.
Après une saison chez les Indians de Cleveland, le joueur de premier but Casey Kotchman signe le 15 février une entente d'une saison avec Miami.
Les lanceurs Carlos Zambrano et Chad Gaudin, le receveur Brett Hayes et le vétéran voltigeur Carlos Lee ne sont pas de retour chez les Marlins en 2013.

## Calendrier pré-saison
L'entraînement de printemps des Marlins se déroule du 23 février au 30 mars 2013.

## Saison régulière
La saison régulière des Marlins se déroule du 1er avril au 29 septembre 2013 et prévoit 162 parties. Elle débute par une visite aux Nationals de Washington et la saison locale à Miami prend son envol le 8 avril lors de la visite des Braves d'Atlanta.

### Avril
- 7 avril : Le lanceur cubain de 20 ans José Fernández fait des débuts remarqués dans le baseball majeur pour Miami. Il bat un record de franchise avec 8 retraits sur des prises à son premier match[26].

### Juillet
- 16 juillet : Le lanceur recrue José Fernández représente les Marlins au match des étoiles.
- 23 juillet : Christian Yelich obtient 3 coups sûrs en 4 présences au bâton contre les Rockies du Colorado et récolte 2 points produits à son premier match joué dans le baseball majeur. Jake Marisnick, un autre espoir des Marlins, fait lui aussi ses débuts dans cette rencontre, alors que le lanceur partant de Miami est la recrue José Fernández[27].
- 28 juillet : L'instructeur des frappeurs des Marlins, Tino Martinez, démissionne plusieurs incidents où d'abus verbaux et physiques à l'endroit de joueurs de l'équipe. John Pierson est nommé instructeur des frappeurs par intérim[28].

### Août
- 5 août : José Fernández est nommé meilleure recrue du mois de juillet 2013 dans la Ligue nationale[29].

### Classement
| Ligue nationale (Division Est) | V  | D   | %    | Diff. | Diff. (séries) |
| ------------------------------ | -- | --- | ---- | ----- | -------------- |
| Braves d'Atlanta               | 96 | 66  | ,593 | -     | -              |
| Nationals de Washington        | 86 | 76  | ,531 | 10    | 4              |
| Mets de New York               | 74 | 88  | ,457 | 22    | 16             |
| Phillies de Philadelphie       | 73 | 89  | ,451 | 23    | 17             |
| Marlins de Miami               | 62 | 100 | ,383 | 34    | 28             |

## Affiliations en ligues mineures
| Niveau            | Équipe                  | Ligue                   |
| ----------------- | ----------------------- | ----------------------- |
| AAA               | New Orleans Zephyrs     | Pacific Coast League    |
| AA                | Jacksonville Suns       | Southern League         |
| A-Advanced        | Jupiter Hammerheads     | Florida State League    |
| A                 | Greensboro Grasshoppers | South Atlantic League   |
| A (saison courte) | Jamestown Jammers       | New York - Penn League  |
| Ligue des recrues | GCL Marlins             | Gulf Coast League       |
| Ligue des recrues | DSL Marlins             | Dominican Summer League |